# Liste des provinces du Vietnam par région
Cet article liste les provinces du Viêt Nam par région.

## Liste des provinces
| Nom                                           | Capitale                   | Population | Superficie km² |
| --------------------------------------------- | -------------------------- | ---------- | -------------- |
| Nord du Viêtnam (Bac Việt Nam)                |                            |            |                |
| Delta du Fleuve Rouge (Đồng Bằng Sông Hồng) 1 |                            |            |                |
| Bắc Ninh                                      | Bắc Ninh                   | 957,700    | 804            |
| Hà Nam                                        | Phủ Lý                     | 800,400    | 849            |
| Hà Tây,                                       | Hà Đông                    | 2,432,000  | 2,192          |
| Hải Dương                                     | Hải Dương                  | 1,670,800  | 1,648          |
| Hưng Yên                                      | Hưng Yên                   | 1,091,000  | 928            |
| Nam Định                                      | Nam Định                   | 1,916,400  | 1,637          |
| Ninh Bình                                     | Hoa Lư                     | 891,800    | 1,382          |
| Thái Bình                                     | Thái Bình                  | 1,814,700  | 1,542          |
| Vĩnh Phúc                                     | Vĩnh Yên                   | 1,115,700  | 1,371          |
| Ha Noi (municipalité)                         | Ha Noi (municipalité)      | 2,154,900  | 921            |
| Hai Phong (municipalité)                      | Hai Phong (municipalité)   | 1,711,100  | 1,503          |
| Côte centrale du Nord (Bắc Trung Bộ Việt Nam) |                            |            |                |
| Hà Tĩnh                                       | Hà Tĩnh                    | 1,284,900  | 6,056          |
| Nghệ An                                       | Vinh                       | 2,913,600  | 16,487         |
| Quảng Bình                                    | Đồng Hới                   | 812,600    | 8,025          |
| Quảng Trị                                     | Đông Hà                    | 588,600    | 4,746          |
| Thanh Hóa                                     | Thanh Hóa                  | 3,509,600  | 11,106         |
| Huế (municipalité)                            | Huế (municipalité)         | 1,078,900  | 5,009          |
| Nord-est (Đông Bắc Việt Nam)                  |                            |            |                |
| Bắc Giang                                     | Bắc Giang                  | 1,522,000  | 3,822          |
| Bắc Kạn                                       | Bắc Kạn                    | 283,000    | 4,795          |
| Cao Bằng                                      | Cao Bằng                   | 501,800    | 6,691          |
| Hà Giang                                      | Hà Giang                   | 625,700    | 7,884          |
| Lạng Sơn                                      | Lạng Sơn                   | 715,300    | 8,305          |
| Lào Cai                                       | Lào Cai                    | 616,500    | 8,057          |
| Phú Thọ                                       | Việt Trì                   | 1,288,400  | 3,519          |
| Quảng Ninh                                    | Hạ Long                    | 1,029,900  | 5,899          |
| Thái Nguyên                                   | Thái Nguyên                | 1.046.000  | 3.563          |
| Tuyên Quang                                   | Tuyên Quang                | 692,500    | 5,868          |
| Yên Bái                                       | Yên Bái                    | 699,900    | 6,883          |
| Nord-ouest (Tây Bắc Việt Nam)                 |                            |            |                |
| Điện Biên                                     | Điện Biên Phủ              | 440,300    | 8,544          |
| Hòa Bình                                      | Hòa Bình                   | 774,100    | 4,663          |
| Lai Châu                                      | Lai Châu                   | 227,600    | 7,365          |
| Sơn La                                        | Sơn La                     | 922,200    | 14,055         |
| Sud du Vietnam (Nam Bo Việt Nam)              |                            |            |                |
| Montagnes centrales (Tây Nguyên)              |                            |            |                |
| Đắk Lắk                                       | Buôn Ma Thuột              | 1,667,000  | 13,062         |
| Đắk Nông                                      | Gia Nghĩa                  | 363,000    | 6,514          |
| Gia Lai                                       | Pleiku                     | 1,048,000  | 15,496         |
| Kon Tum                                       | Kon Tum                    | 330,700    | 9,615          |
| Lâm Đồng                                      | Da Lat                     | 1,049,900  | 9,765          |
| Côte centrale du Sud (Nam Trung Bộ Việt Nam)  |                            |            |                |
| Bình Định                                     | Qui Nhơn                   | 1,481,000  | 6,076          |
| Khánh Hòa                                     | Nha Trang                  | 1,066,300  | 5,197          |
| Phú Yên                                       | Tuy Hòa                    | 811,400    | 5,045          |
| Quảng Nam                                     | Tam Kỳ                     | 1,402,700  | 10,408         |
| Quảng Ngãi                                    | Quảng Ngãi                 | 1,206,400  | 5,135          |
| Bình Thuận                                    | Phan Thiết                 | 1,079,700  | 7,828          |
| Ninh Thuận                                    | Phan Rang - Tháp Chàm      | 531,700    | 3,360          |
| Da Nang (municipalité)                        | Da Nang (municipalité)     | 715,000    | 1,256          |
| Sud-Est (Đông Nam Bộ Việt Nam)                |                            |            |                |
| Bà Rịa–Vũng Tàu                               | Vũng Tàu                   | 839,000    | 1,975          |
| Bình Dương                                    | Thủ Dầu Một                | 768,100    | 2,696          |
| Bình Phước                                    | Đồng Xoài                  | 708,100    | 6,856          |
| Đồng Nai                                      | Biên Hòa                   | 2,067,200  | 5,895          |
| Tây Ninh                                      | Tây Ninh                   | 989,800    | 4,028          |
| Ho Chi Minh (municipalité)                    | Ho Chi Minh (municipalité) | 5,378,100  | 2,095          |
| Delta du Mékong (Đồng Bằng Sông Cửu Long) 2   |                            |            |                |
| An Giang                                      | Long Xuyên                 | 2,099,400  | 3,406          |
| Bạc Liêu                                      | Bạc Liêu                   | 756,800    | 2,521          |
| Bến Tre                                       | Bến Tre                    | 1,308,200  | 2,287          |
| Cà Mau                                        | Cà Mau                     | 1,158,000  | 5,192          |
| Đồng Tháp                                     | Cao Lãnh                   | 1,592,600  | 3,238          |
| Hậu Giang                                     | Vị Thanh                   | 766,000    | 1,608          |
| Kiên Giang                                    | Rạch Giá                   | 1,542,800  | 6,269          |
| Long An                                       | Tân An                     | 1,384,000  | 4,492          |
| Sóc Trăng                                     | Sóc Trăng                  | 1,213,400  | 3,223          |
| Tiền Giang                                    | Mỹ Tho                     | 1,635,700  | 2,367          |
| Trà Vinh                                      | Trà Vinh                   | 989,000    | 2,226          |
| Vĩnh Long                                     | Vĩnh Long                  | 1,023,400  | 1,475          |
| Cần Thơ (municipalité)                        | Cần Thơ (municipalité)     | 1,112,000  | 1,390          |